# Fuinha-rabirruiva
Fuinha-rabirruiva (Cisticola rufilatus) é uma espécie de ave da família Cisticolidae.
Pode ser encontrada nos seguintes países: Angola, Botswana, República do Congo, República Democrática do Congo, Gabão, Malawi, Namíbia, África do Sul, Zâmbia e Zimbabwe.
Os seus habitats naturais são: savanas áridas.